# 土井酒造場
株式会社土井酒造場（どいしゅぞうじょう、英語: Doi Brewery Corporation）は、日本の清酒製造業者である。土井酒造（どいしゅぞう）とも通称される。

## 概要

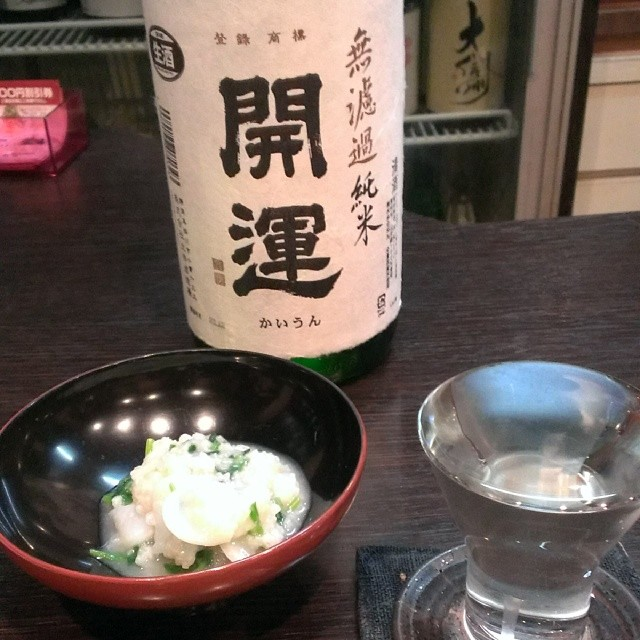
「開運 無濾過純米」と七草粥

1872年（明治5年）、地元の名家（小貫六家）である土井家により浜松県城東郡小貫村に設立され、以降、一貫して土井家が経営に当たっている。
20世紀後半ころ、同社が製造する「開運」が品評会で上位入賞を繰り返したことから注目を集め、静岡県の日本酒を代表する銘柄として知られるようになった。「能登杜氏四天王」の一人と称される石川県出身の杜氏波瀬正吉を中心に醸造が行われ、氏の氏名を冠した「波瀬正吉」という銘柄を最上位ブランドとして発売しており、日本酒としては珍しい生存中の個人の氏名を冠した銘柄となっていた。製品としては吟醸酒に注力しており、前述の「開運」が主力製品となっている。また、季節限定のブランドや小売店限定のブランドなども存在する。
さらに、近隣の蔵元「かごのはな」が過去に醸造していた銘柄の復元や、希少種とされる酒米フクヒカリで「御日待屋（おひまちや）」という清酒の製造も行っている。「かごのはな」は既に廃業しており、子孫にあたる東京学芸大学学長の鷲山恭彦から復元を依頼されたためである。
原料としては兵庫県の山田錦や地元の米を使用している。また、高天神城が立地する高天神山が蔵元の近隣に位置することから、高天神山の湧き水を使用している。
蔵元の近辺であることから、静岡県道38号掛川大東線沿いには「開運」の酒瓶の形をした巨大なPOP広告が設置されており、ランドマークとなっている。

## 主要な製品

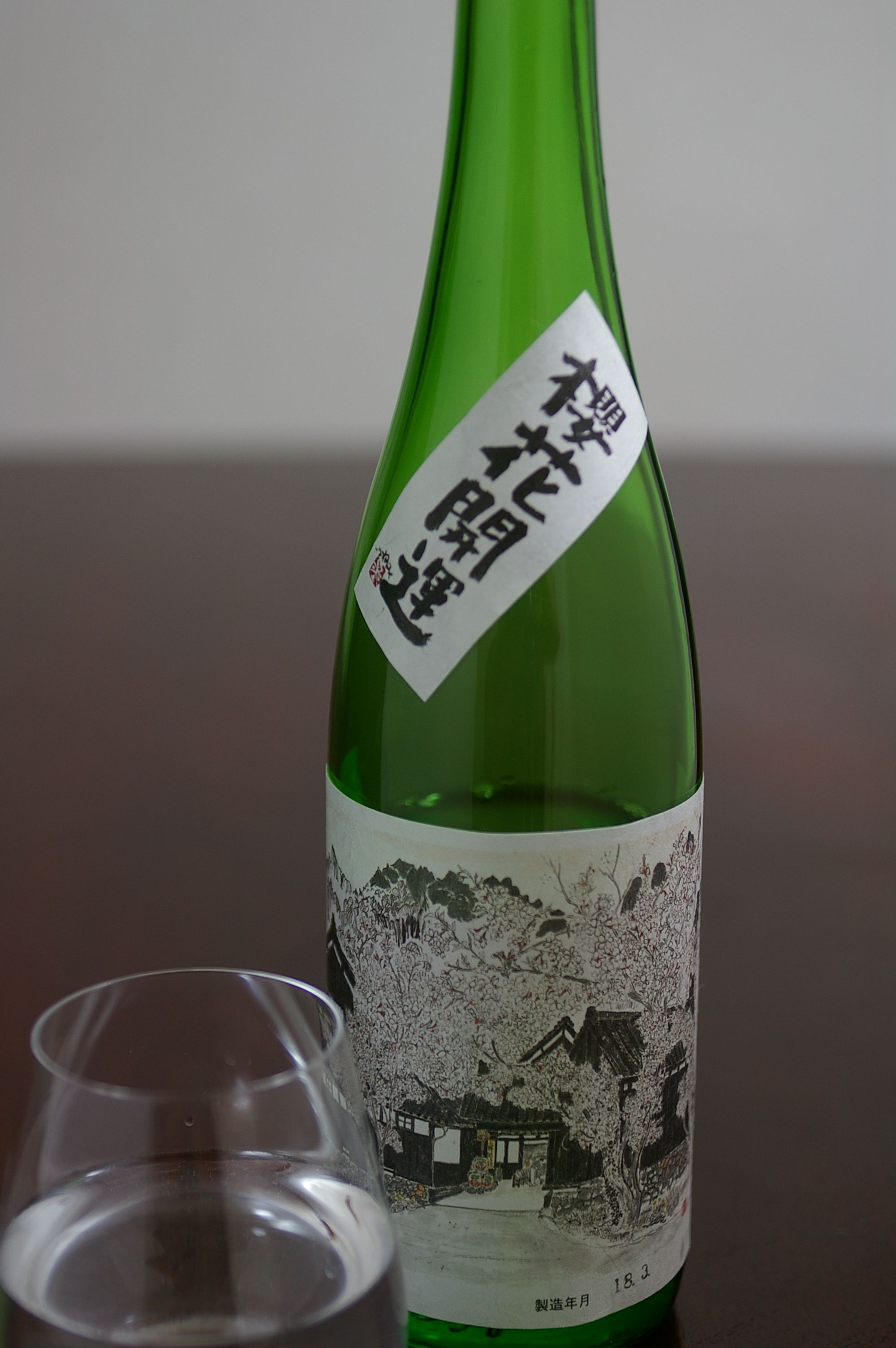
ラベルに土井酒造場の外観を描いた「櫻花開運」

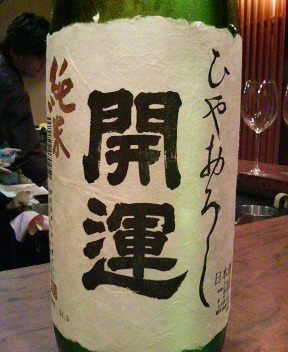
「開運 純米 ひやおろし」

- 日本酒
  - 開運
    - 純米大吟醸 作 波瀬正吉[註釈 4]
    - 大吟醸 作 波瀬正吉[註釈 5]
    - 純米大吟醸 伝 波瀬正吉[5]
    - 大吟醸 伝 波瀬正吉[5]
    - 純米大吟醸[6]
    - 純米大吟醸 朝日 ふくろう[註釈 6]
    - 大吟醸[7]
    - 大吟醸 秘蔵古酒[8]
    - 特撰 純米吟醸[9]
    - 純米吟醸 山田穂[10]
    - 純米吟醸 山田錦[10]
    - 純米吟醸 山田錦 逆さ富士[註釈 7]
    - 純米吟醸 雄町[10]
    - 純米吟醸 波 生酒[註釈 8]
    - 純米吟醸 伝 生原酒[註釈 9]
    - 吟醸[11]
    - 純米吟醸 十年古酒[12][註釈 10]
    - 純米吟醸 生酒[13]
    - 吟醸 生酒[14]
    - ひやづめ 純米[15]
    - 特別純米[16]
    - 無濾過純米[17]
    - 特別純米 涼々[18]
    - 純米 ひやおろし[19]
    - 純米 雄山錦 招き猫[註釈 11]
    - 純米 雄山錦 だるま[註釈 12]
    - 特撰 祝酒[20]
    - 祝酒[21]
    - 佳撰[22]
    - 祝酒 特別本醸造 生酒[23]
    - 益々繁盛[24]
    - 祝酒 特別本醸造 生[25]

  - 花の香
    - 純米吟醸[26]
    - 純米吟醸 生原酒[27]

  - あさば一万石
    - 純米吟醸 生[28]

  - 御日待家
    - 吟醸 生酒[29]

  - 高天神
    - 純米吟醸[30]
    - 佳撰[22]

  - 遠州灘
    - 佳撰[22]

  - 夢仕込み
    - 壱の酒[31]
    - 弐の酒[32]

  - 遠州の四季
    - 特別本醸造[33]

  - SLの旅
    - 大井川観光土産品[34]

## 賞歴

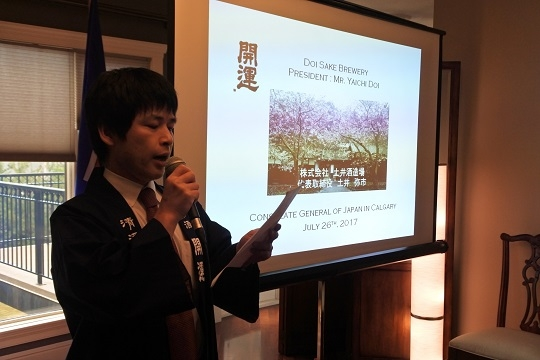
土井酒造場社長土井弥市（2017年7月26日、在カルガリー日本国総領事館総領事公邸での「Sake Stampede!」にて）

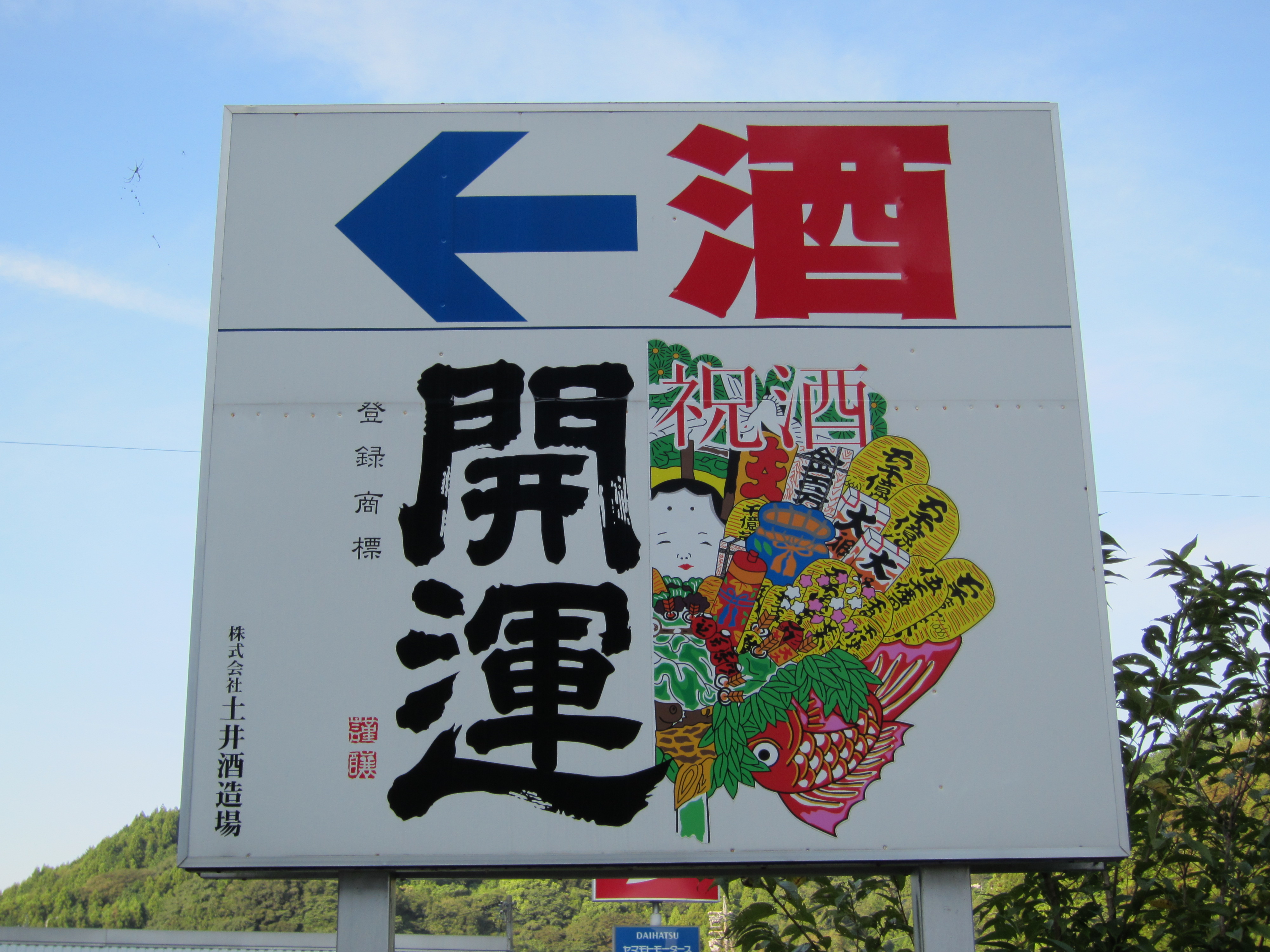
静岡県道415号日坂八坂線沿いの「開運」の看板（2011年9月8日、静岡県掛川市）

前述のとおり、同社は品評会や鑑評会での高い評価が話題となった。
名古屋国税局が主催する「酒類鑑評会」では15年連続で入賞するなど、同社の受賞歴があまりにも多いことから、本節では「入賞」等については省略し、太平洋戦争後に受賞した主要な賞について纏めた。
詳細な受賞歴については、同社の公式ウェブサイトなどで確認できる。
- 1964年 - 静岡県酒造組合清酒品評会優等賞
- 1969年 - 静岡県酒造組合清酒鑑評会金賞
- 1972年 - 能登杜氏組合自醸酒品評会最優秀賞
- 1973年 - 能登杜氏組合自醸酒品評会最優秀賞
- 1976年 - 静岡県酒造組合清酒鑑評会静岡県知事賞
- 1977年 - 静岡県酒造組合清酒鑑評会静岡県知事賞
- 1978年 - 静岡県酒造組合清酒鑑評会静岡県知事賞
- 1979年 - 静岡県酒造組合清酒鑑評会静岡県知事賞
- 1980年 - 静岡県酒造組合清酒鑑評会静岡県知事賞、国税庁醸造試験所全国新酒鑑評会金賞
- 1982年 - 能登杜氏組合自醸酒品評会最優秀賞
- 1983年 - 国税庁醸造試験所全国新酒鑑評会金賞
- 1984年 - 静岡県酒造組合清酒鑑評会静岡県知事賞、国税庁醸造試験所全国新酒鑑評会金賞
- 1985年 - 静岡県酒造組合清酒鑑評会吟醸の部静岡県知事賞、能登杜氏組合自醸酒品評会最優秀賞
- 1986年 - 静岡県酒造組合清酒鑑評会純米の部静岡県知事賞、国税庁醸造試験所全国新酒鑑評会金賞
- 1988年 - 国税庁醸造試験所全国新酒鑑評会金賞
- 1989年 - 国税庁醸造試験所全国新酒鑑評会金賞
- 1991年 - 静岡県酒造組合清酒鑑評会普通酒の部静岡県知事賞、国税庁醸造試験所全国新酒鑑評会金賞、能登杜氏組合自醸酒品評会最優秀賞
- 1992年 - 静岡県酒造組合清酒鑑評会純米酒の部静岡県知事賞
- 1995年 - 静岡県酒造組合清酒鑑評会本醸造の部静岡県知事賞
- 1997年 - 静岡県酒造組合清酒鑑評会吟醸の部静岡県知事賞
- 1998年 - 静岡県酒造組合清酒鑑評会本醸造の部静岡県知事賞
- 1999年 - 国税庁醸造研究所全国新酒鑑評会金賞、能登杜氏組合自醸酒品評会最優秀賞
- 2000年 - 静岡県酒造組合清酒鑑評会吟醸の部静岡県知事賞、名古屋国税局酒類鑑評会首位賞、国税庁醸造研究所全国新酒鑑評会金賞
- 2001年 - 名古屋国税局酒類鑑評会首位賞
- 2002年 - 日本経済新聞社日本酒ランキング第3位
- 2003年 - 酒類総合研究所全国新酒鑑評会金賞
- 2004年 - 酒類総合研究所全国新酒鑑評会金賞
- 2005年 - 酒類総合研究所全国新酒鑑評会金賞、吟醸酒研究機構吟醸酒ランキング第1位
- 2006年 - 酒類総合研究所全国新酒鑑評会金賞
- 2007年 - 酒類総合研究所全国新酒鑑評会金賞、能登杜氏組合自醸酒品評会最優秀賞

## 登場する作品
- 尾瀬あきら作『夏子の酒』講談社。

主人公の佐伯夏子が目標とする蔵元のモデルとされている。作中では蔵元の外観が掲載されており、これは実際の外観とほぼ同様である。ただ、作中の設定では所在地が福井県とされている。

### 註釈
1. ↑  土井、早川、尾沢、鈴木、原川、大石、小沢、村松、藤田、山下などの一統のことを指している。これらの一統の中からおおよそ6名程度が持ち回りで選ばれ、遠江国城東郡小貫村の諸々の役を務めていたことに由来する。
2. ↑  浜松県城東郡小貫村は、のちの静岡県掛川市に該当する。
3. ↑  波瀬正吉は2009年7月に死去したため、同年仕込み分から銘柄が「作 波瀬正吉」から「伝 波瀬正吉」に改められている。
4. ↑  「開運 純米大吟醸 作 波瀬正吉」は終売となっている。
5. ↑  「開運 大吟醸 作 波瀬正吉」は終売となっている。
6. ↑  「開運 純米大吟醸 朝日 ふくろう」は終売となっている。
7. ↑  「開運 純米吟醸 山田錦 逆さ富士」は終売となっている。
8. ↑  「開運 純米吟醸 波 生酒」は終売となっている。
9. ↑  「開運 純米吟醸 伝 生原酒」は終売となっている。
10. ↑  「開運 純米吟醸 十年古酒」は終売となっている。
11. ↑  「開運 純米 雄山錦 招き猫」は終売となっている。
12. ↑  「開運 純米 雄山錦 だるま」は終売となっている。

## 関連人物
- 尾瀬あきら
- 波瀬正吉
- 鷲山恭彦